# Biserica de lemn din Bodogaia

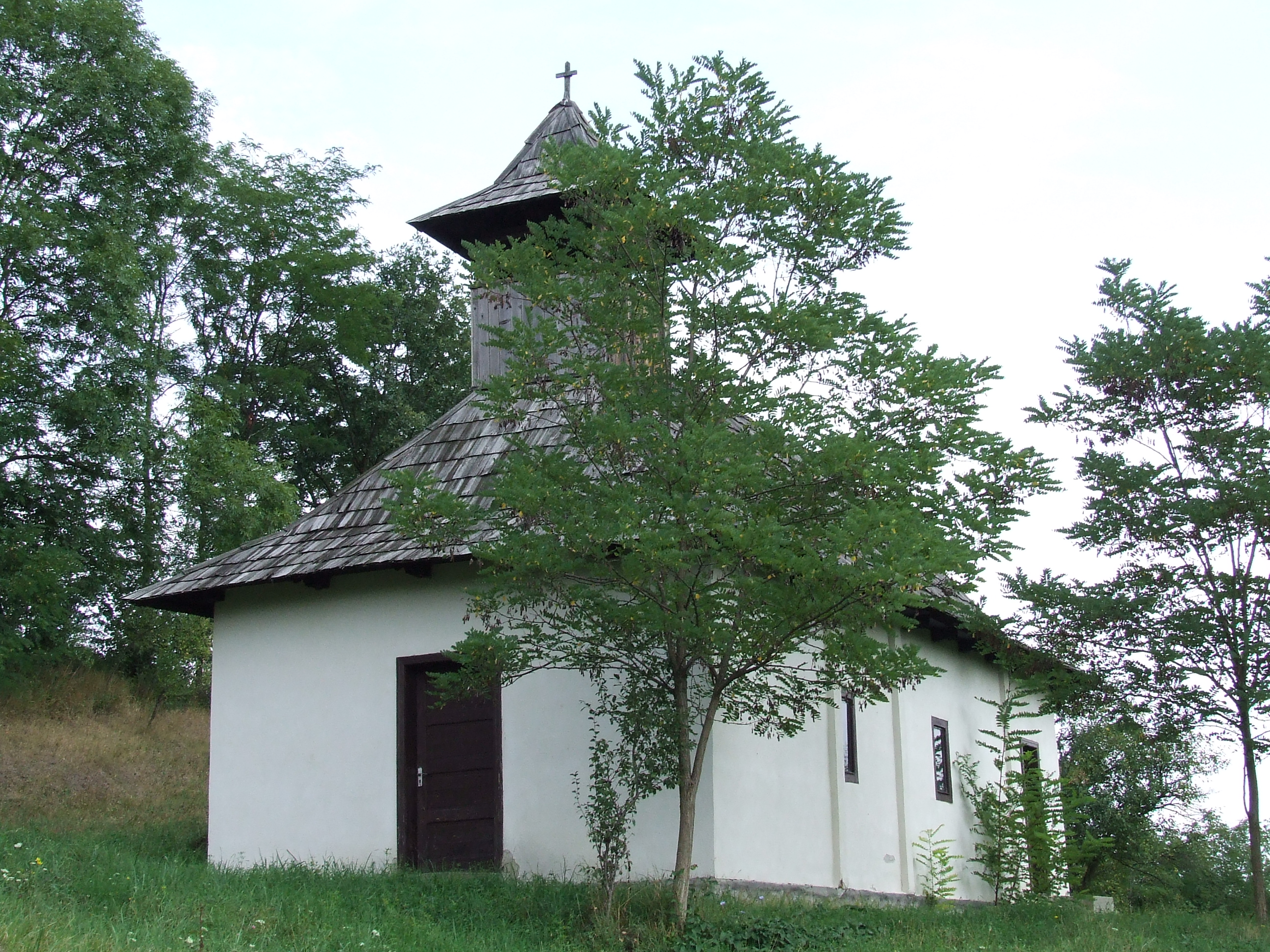
Biserica de lemn din Bodogaia, județul Harghita, 2009

Biserica de lemn din Bodogaia, aflată în satul cu același nume din comuna harghiteană Secuieni este datată din anul 1701. Are hramul Sfinții Apostoli Petru și Pavel și este înscrisă pe noua listă a monumentelor istorice sub codul  HR-II-m-B-12757.

## Istoric și trăsături
Forma pereților, preluată de la ctitoria anterioară, este dreptunghiulară, cu altarul nedecroșat, poligonal, cu trei laturi. La început, adăpostul clopotelor era detașat, mai târziu, peste partea de vest, adăugată, amplasându-se o clopotniță cu coif. Clopotul său cel mic, cu inscripție în limba română, a trecut, după unire, la biserica din Porumbenii Mari, iar clopotul cel mare, din 1853, se află la Uilac. Biserica a fost devastată de horthiști în 1940.
În Bodogaia a mai existat o biserică, cu hramul „Adormirea Maicii Domnului”, adusă în 1862, de la Cristuru Secuiesc, pentru confesiunea greco-catolică.

## Imagini

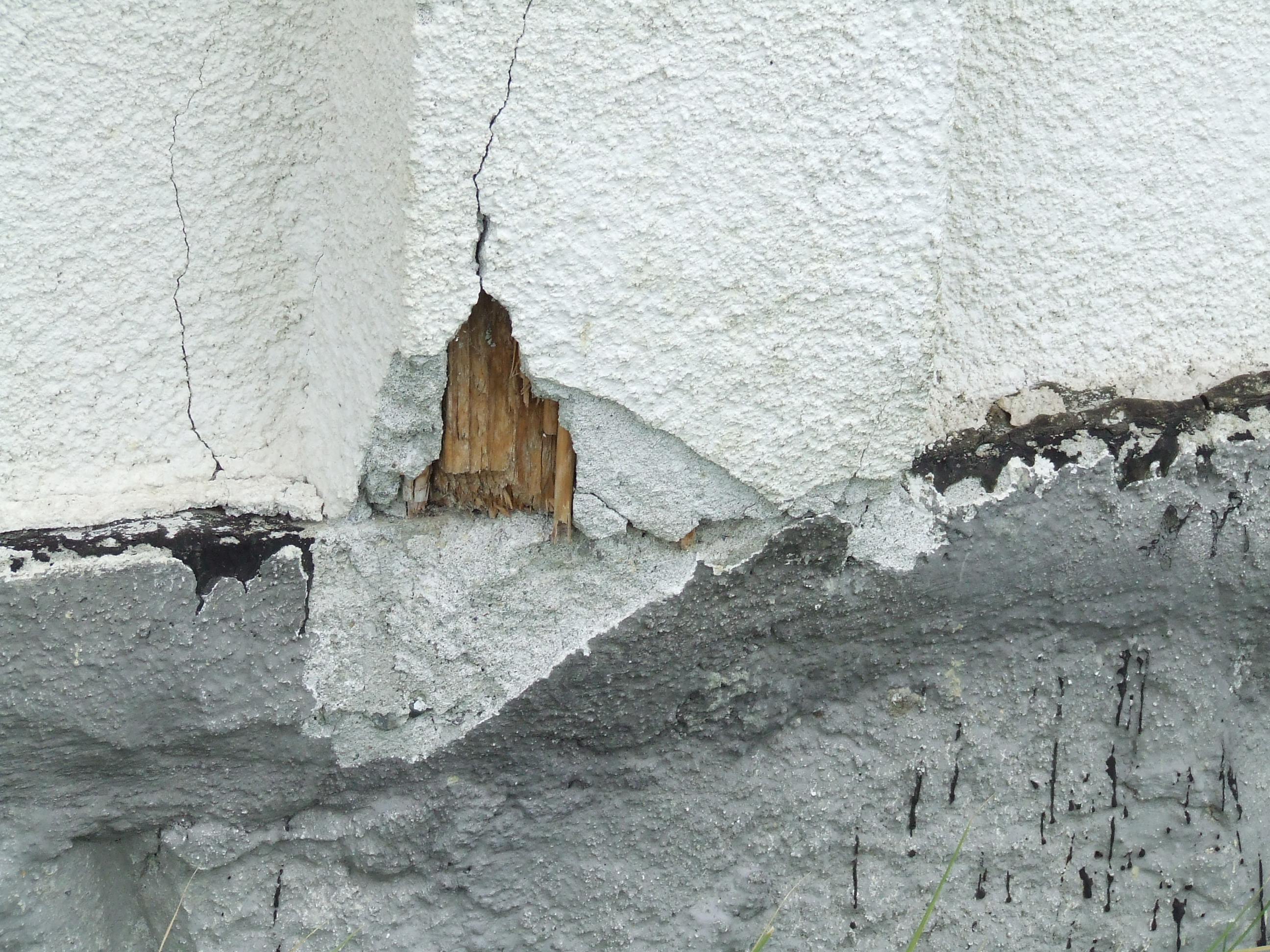
Lemn sub tencuială
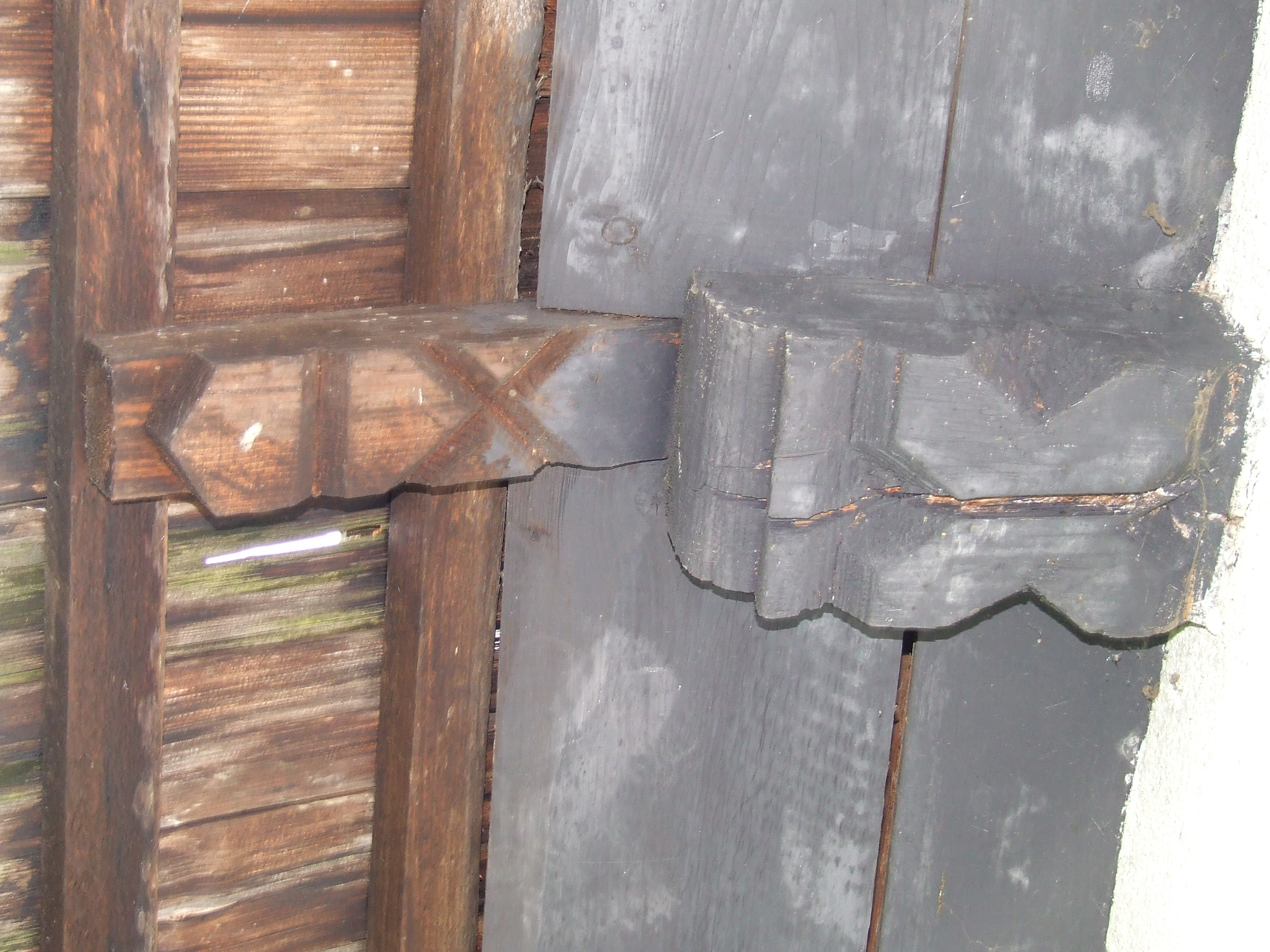
Capete de grinzi frumos decorate
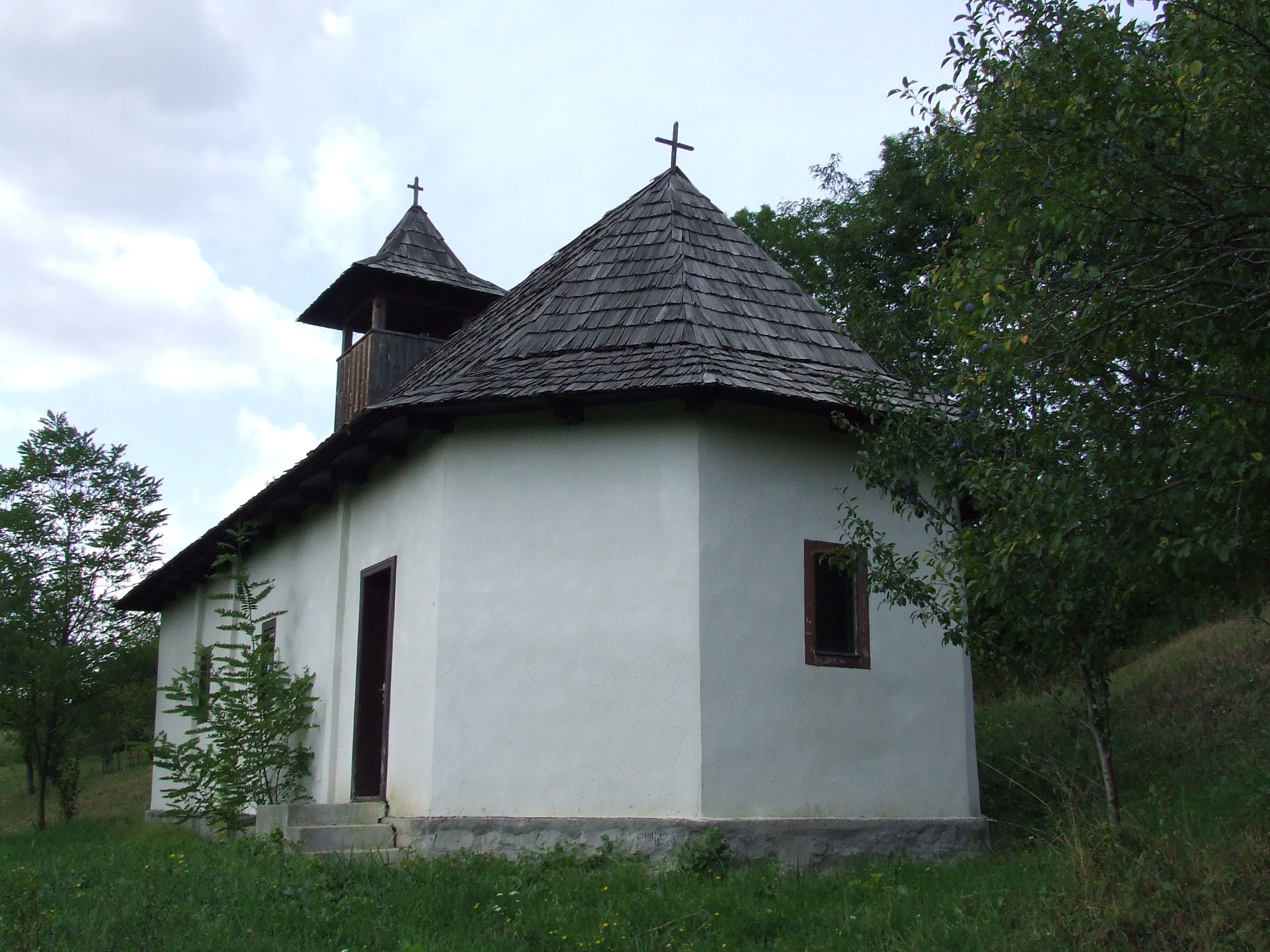
Vedere de ansamblu din sud-est
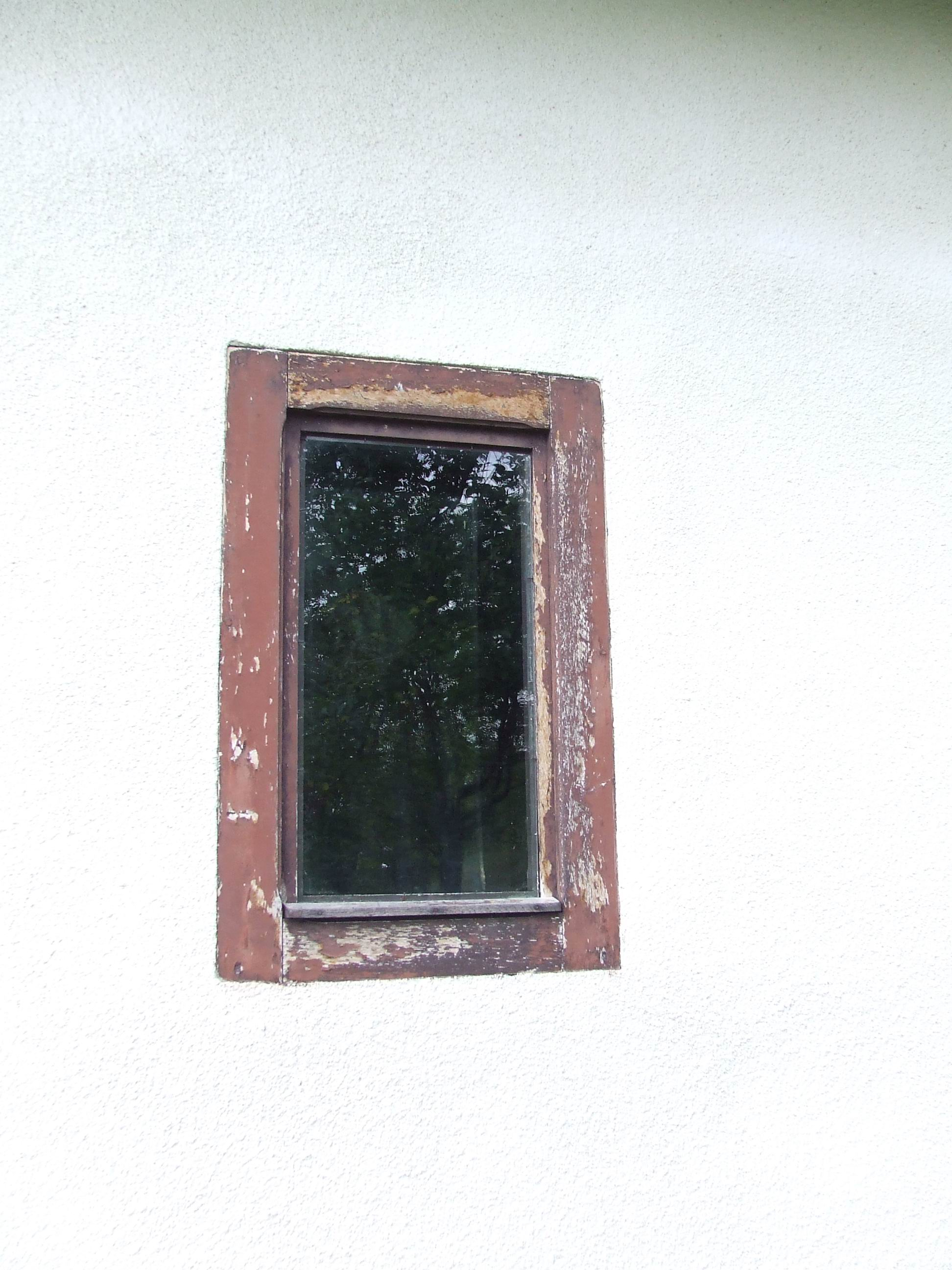
Fereastră
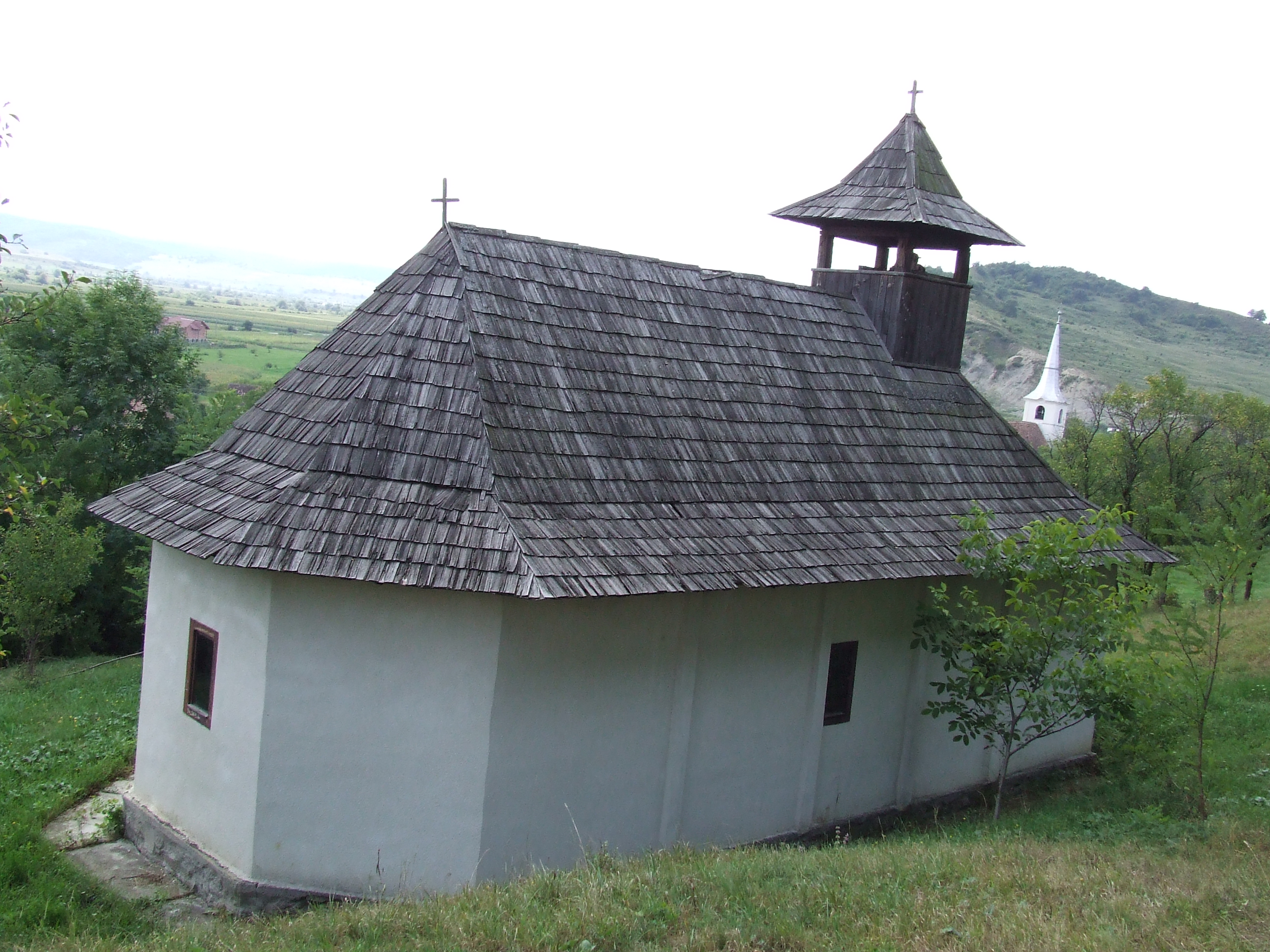
Vedere de ansamblu din nord-est
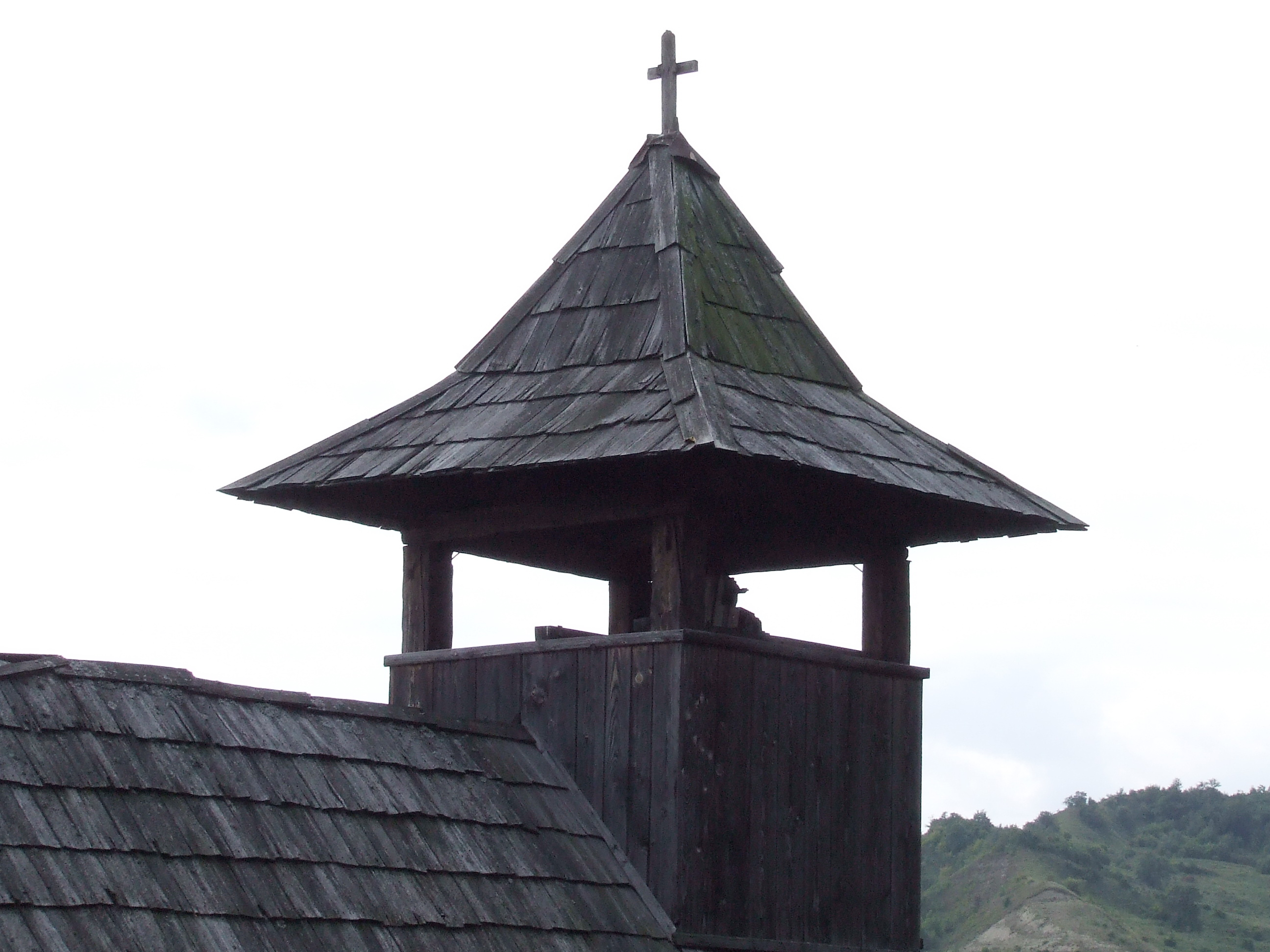
Clopotniţa bisericii
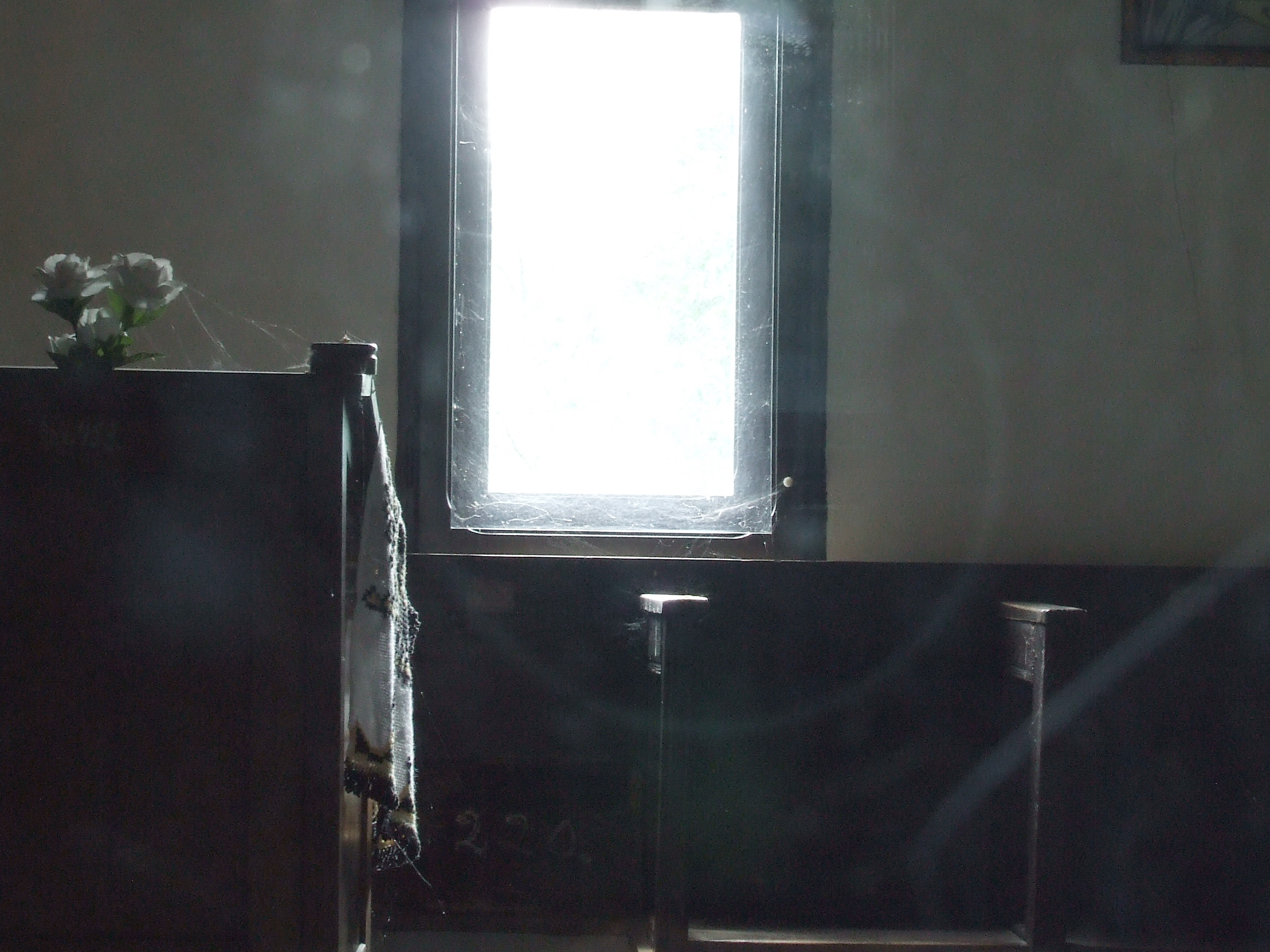
Peretele interior tencuit
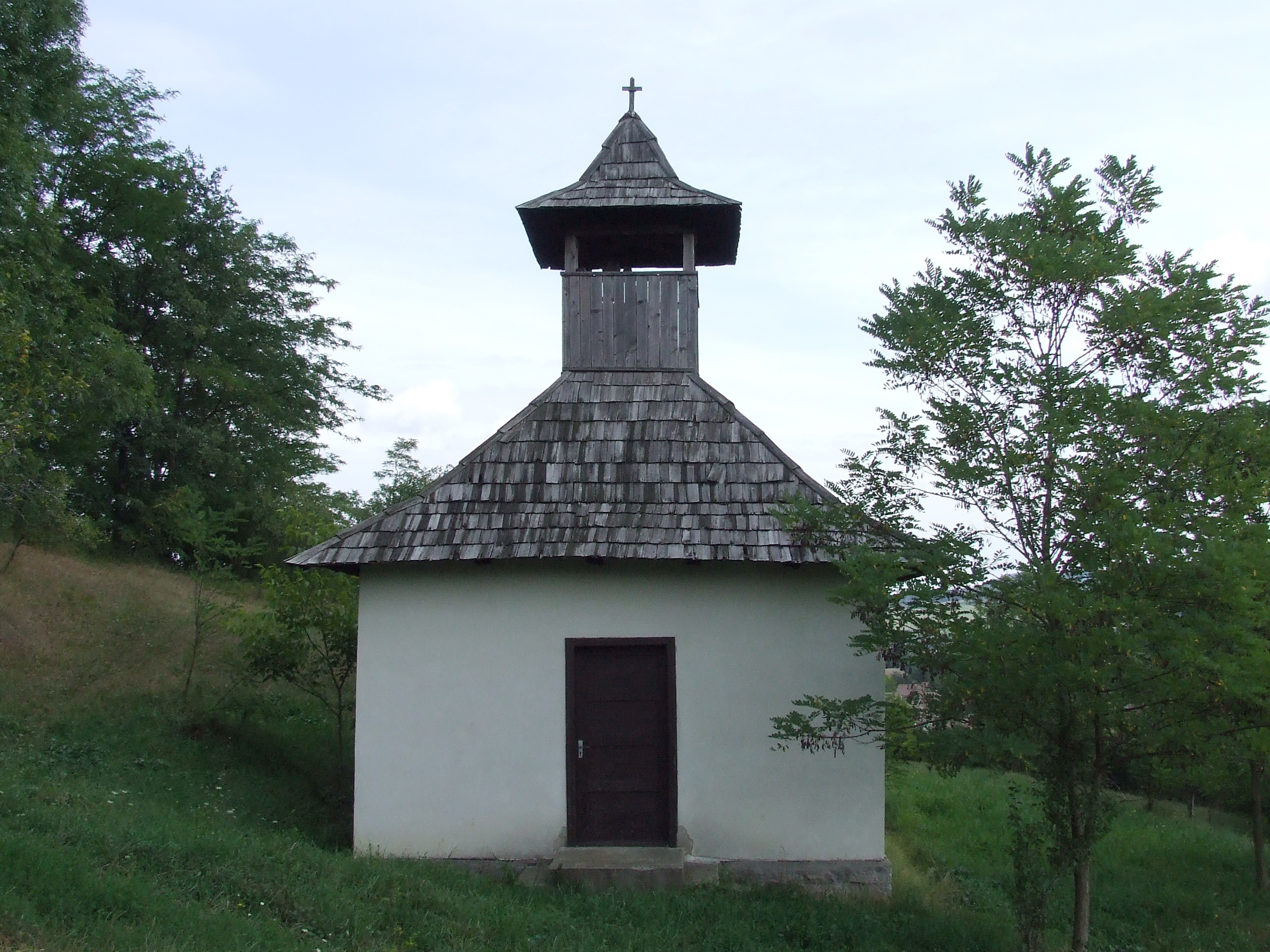
Latura de vest a bisericii